# Григорий VI (патриарх Константинопольский)
Патриа́рх Григо́рий VI (греч. Πατριάρχης Γρηγόριος ΣΤ΄, в миру Георгий Фуртуниадис, греч. Γεώργιος Φουρτουνιάδης); 1 марта 1798, дер. Фанараки близ Константинополя, Османская империя — 8 июня 1881, село Мега-Ревма, Османская империя (ныне район Арнавуткёй Стамбула)) — патриарх Константинопольский; на Константинопольской кафедре пребывал дважды: в 1835—1840 и 1867—1871 годах.

## Биография
Учился в школе в Тарапии у митрополита Дерконского Григория. 20 марта 1815 года принял монашеский постриг; в 1824 году поставлен архидиаконом и назначен секретарём митрополита.
С 24 сентября 1825 года — митрополит Пелагонии и член Синода; с 6 октября того же года — великий протосинкелл Патриархии. В 1833 году перемещён в Серры. В 1836—1837 построил в Константинополе больницу близ Семибашенного замка.
Взойдя на патриарший престол в первый раз в сентябре 1835 года, опубликовал в 1836 году синодальное послание ко всем христианам с осуждением инославных учений: Лютера, У. Цвингли, Кальвина и социниан. В том же году учредил при Патриархии центральную церковную и духовную эпитропию, в ведение которой вошли заботы о клире и народном образовании. Его обличение инославного прозелитизма и конфликт с английским послом в Константинополе лордом Редклиффом (Stratford Canning, 1st Viscount Stratford de Redcliffe; в 1832 году был назначен английским послом в Россию, но не получил согласия Николая I) из-за спора по вопросу инославного миссионерства на Ионийских островах (тогда протекторат Англии) привели к суду Порты над ним и смещению с Патриаршего престола. По своём низложении жил на покое в греческом селении Мега Ревма (Μέγα Ῥεῦμα) на европейском берегу Босфора (ныне район Арнавуткёй (Arnavutköy) ила Стамбул). Патриархом был избран Анфим IV (1840—1841 и 1848—1852).
Ликованием греки встретили его вторичное избрание в феврале 1867 года, после Патриарха Софрония III (1863—1866). Согласился принять престол после того, как взял обещание с избирательного собрания, что все его требования по делам Церкви будут исполнены; взошёл на престол 12 февраля того же года. Его важнейшей заботой стало улаживание греко-болгарского противостояния, которое к тому времени достигло крайнего ожесточения. В том же году, по настоянию русского посла графа Игнатьева, предложил проект создания полуавтономного церковного округа для епархий с болгарским населением. Но примирение болгар, которых теперь против греков поддерживала сама Порта (вследствие восстания на Крите), на основе такого проекта было уже невозможно как ввиду затруднительности точного разграничения епархий с греческим и болгарским населением, так и вследствие более далеко идущих требований болгар создать свою совершенно независимую национальную Церковь, в которой каждый болгарин, где бы он ни находился — в оттоманской Болгарии или Анатолии — подчинялся бы только болгарской иерархии. Такое стремление, по мнению Патриархии, вело к церковному двоевластию и расколу.
В конце 1868 года направил от лица Синода Великой Церкви послание (от 12 декабря 1868 года) предстоятелям автокефальных Церквей с изложением существа конфликта и своим предложением созвать для его разрешения «святейший собор всей церкви», то есть вселенский собор. Российский Святейший Синод дал на предложение Патриарха отрицательный ответ (подробнее см. статью Греко-болгарская схизма). Не получив, после настойчивых требований дать ясный ответ, в начале 1871 года от Порты согласия на созыв Собора, 4 июня того же года был вынужден подать в отставку, которая была принята. На его место в сентябре 1871 года был избран Анфим VI, занявший престол в третий раз.
Удалившись на покой, поселился в том же селении, где жил прежде и скончался здесь 8 июня 1881 года.
Был погребен в местном храме Архистратига Михаила.